# I Heart Sharks
I Heart Sharks est un groupe allemand d'electropop, originaire de Berlin, actif entre 2007 et 2018.

## Histoire
Les membres du groupe, originaires de New York, de Londres et de Bavière, se rencontrent dans leur ville d'adoption commune, Berlin, où ils forment le groupe I Heart Sharks en 2007. Le premier EP Wolves sort en juillet 2010 sur le label Laserlaser, distribué par Rough Trade. La même année, le groupe se produit au festival Immergut. En 2011, I Heart Sharks sort d'abord le single Neuzeit sur AdP Records. Le 28 octobre suit l'album Summer, enregistré par le groupe lui-même et financé en partie par des fans. En janvier 2018, le groupe annonce sa séparation après une tournée d'adieu. Le dernier concert a lieu le 15 septembre 2018 à Berlin.

## Style musical
I Heart Sharks fait de la musique électronique, qualifiée d'electropop ou d'indietronica, qui se prête à la danse. Les textes sont généralement en anglais, seule la chanson Neuzeit est également chantée en allemand avec un fort accent. Le style musical de I Heart Sharks est souvent comparé à celui du groupe Friendly Fires. 

## Discographie

### Albums studio
- 2011 : Summer (AdP Records / Al!ve)
- 2014 : Anthems (Polydor / Island Records)
- 2016 : Hideaway (AdP Records)

### Singles et EP
- 2010 : Wolves (Laserlaser / Rough Trade)
- 2011 : Neuzeit (AdP Records / Al!ve)
- 2015 : Hey Kid (AdP Records)
- 2017 : The Water (AdP Records ; feat. Madeline Juno)

### Compilations
- 2010 : Wolves (Listen to Berlin 2010/11) (Berlin Music Commission)
- 2012 : Neuzeit (King Kong Kicks Vol. 4) (Unter Schafen Records / Al!ve)